# Аркадіївка (Генічеський район)
Аркадіївка — колишнє село в Генічеському районі Херсонської області.

## Стислі відомості
Станом на 1932 рік — в складі Генічеського району, Сокологірненська сільська рада.
В часі Голодомору 1932—1933 років від нелюдської смерті помирали люди — встановлено смерть не менше 5 людей..
Дата зникнення станом на липень 2023 року невідома — друга половина 20 століття.